# Sielsowiet Łyszczyce
Sielsowiet Łyszczyce (biał. Лышчыцкі сельсавет, ros. Лыщицкий сельсовет, s. łyszczycki) – sielsowiet na Białorusi w obwodzie brzeskim, w północnej części rejonu brzeskiego. 
Centrum sielsowietu są Nowe Łyszczyce. Jednostka podziału administracyjnego sąsiaduje na południu z sielsowietem Motykały, na południowym wschodzie z sielsowietem Czarnawczyce, z pozostałych stron graniczy z rejonem kamienieckim (sielsowiety Ogrodniki, Ratajczyce, Widomla i Wołczyn).
W skład sielsowietu wchodzi 17 wsi:  
- Ciupryki (Цюпрыкі, Цюприки)
- Jackowicze (Яцкавічы, Яцковичи)
- Koszyłowo (Кашылава, Кошилово)
- Kustyn (Кустынь, Кустын)
- Luta (Люта)
- Łyszczyce
- Mrozowicze (Марозавічы, Морозовичи)
- Nowe Łyszczyce (Новыя Лышчыцы, Новые Лыщицы)
- Ogrodniki (Агароднікі, Огородники)
- Ostromeczewo (Астрамечава, Остромечево)
- Pohubiatycze (Pogubiatycze, Пагубяцічы, Погубятичи)
- Rudawiec (Рудавец)
- Sieheniowszczyzna (Сегянеўшчына, Сегеневщина)
- Sucharewicze Małe (Малыя Сухарэвічы, Малые Сухаревичи)
- Szczytniki Małe (Малыя Шчытнікі, Малые Щитники)
- Szczytniki Wielkie (Вялікія Шчытнікі, Большие Щитники)
- Zwody Małe (Малыя Зводы, Малые Зводы)

Większość miejscowości sielsowietu należała do gminy Łyszczyce w województwie poleskim II Rzeczypospolitej. Niektóre jednak znajdowały się w gminie Ratajczyce oraz na pierwotnym obszarze gminy Motykały.
Na terenie sielsowietu Łyszczyce znajdują się największe na Białorusi złoża torfu.